# Gęsia Kępa
Gęsia Kępa [ˈgɛ̃ɕa ˈkɛmpa] (deutsch Behrens-Holm) ist eine Insel im Rückseitendelta der Swine in Polen. Sie gehört zu einer Gruppe von Inseln, die zwischen Wicko Wielkie (Großem Vietziger See) und Stara Świna (Alter Swine) liegen. Die Insel ist von der westlich liegenden Warnie Kępy (Warnitzwiesen) durch den Wasserlauf Byczy Rów (Vier-Ochsen-Loch) getrennt. Mit der im Osten liegenden Insel Wołcza Kępa (Wulwenkämpe) ist Gęsia Kępa derzeit verbunden. 
Die Insel ist unbewohnt und steht wegen ihrer Natur, die vielen Tierarten besonderen Schutz bietet (insbesondere Vogelbrutgebiete), unter Naturschutz.